# ستيوارت آرتشر كوهن
ستيوارت آرتشر كوهن (بالإنجليزية: Stuart Archer Cohen)‏ (29 أكتوبر 1958، سينسيناتي في الولايات المتحدة)؛ روائي أمريكي.